# Willy-Brandt-Platz (Leipzig)
Der Willy-Brandt-Platz ist der wichtigste Verkehrsknotenpunkt Leipzigs. Er ist benannt nach dem SPD-Politiker, Außenminister und späteren Bundeskanzler Willy Brandt (1913–1992). Der Platz ist Teil des Innenstadtrings und entspricht in Anlage und Nutzung eher einer Straße als einem Platz. Über ihn führt die Bundesstraße 87.

## Lage und Gestaltung
Der 480 Meter lange und zwischen 35 und 80 Meter breite Platz liegt am Nordostrand der Innenstadt. Er beginnt im Westen an der Einmündung der Gerberstraße als Fortsetzung des Tröndlinrings und endet nach zwei leichten Biegungen am Georgiring. Von Norden münden die Kurt-Schumacher-Straße und die Brandenburger Straße, von Osten die Wintergartenstraße und von Süden die Goethestraße und die Straße Am Hallischen Tor. Der Willy-Brandt-Platz ist nur im Norden bebaut, und zwar mit dem Hotel Astoria und dem Hauptbahnhof.
In beide Richtungen führen, durch den Straßenbahngleiskörper getrennt, je drei Fahrspuren. An der Nordseite verläuft ein grün markierter Fahrradstreifen. Die vor dem Hauptbahnhof gelegene Straßenbahnhaltestelle mit drei überdachten Bahnsteigen an vier Gleisen wird von zehn Straßenbahn- und zwei Buslinien (ohne den von hier aus startenden Nachtverkehr) genutzt. Sie wird von beiden Seiten her über zwei beampelte Fußgängerüberwege erreicht. Ferner stellt noch eine Fußgängerunterführung mit Rolltreppen die Verbindung vom Bahnhof zur Straßenbahnhaltestelle und zur Stadt her.
Während auf der Nordseite des Platzes mit den Zugängen zum Bahnhof und dem Taxihalteplatz reger Fußgängerverkehr herrscht, grenzt er nach Süden ohne begleitenden Fußweg mit der Fahrbahn direkt an den Müllerpark, dessen Name auf den Leipziger Bürgermeister Carl Wilhelm Müller (1728–1801) zurückgeht, während dessen Amtszeit er als Unterer Park errichtet wurde und seit 1819 sein Denkmal enthält.
|  |  |

## Geschichte
Ab 1777 wurde begonnen, die Leipziger Befestigungsanlagen abzureißen. An ihrer Stelle wurden an der Nordostseite der Stadt ab 1784 der Obere und der Untere Park angelegt. An der Außenseite dieser Parks verlief ein Promenadenweg. Dieser Weg wurde nach der Jahrhundertwende als Straße ausgebaut, die von der Ostseite des Augustusplatzes nach Norden verlief und nach ihrem Schwenk nach Westen am Dresdner und am Magdeburger Bahnhof vorbeiführte, die inzwischen hier entstanden waren. 1839 erhielt sie den Namen Bahnhofstraße, seit 1899 Georgiring. Sie endete an einem kleinen Platz, der nach der Eröffnung des Thüringer Bahnhofs 1857 Platz am Thüringer Bahnhof hieß und 1870 in Blücherplatz nach Gebhard Leberecht von Blücher (1742–1819) benannt wurde. Bahnhofstraße und Blücherplatz wurden ab 1872 von der Leipziger Pferdebahn und ab 1896 von der elektrischen Straßenbahn befahren.
Von 1909 bis 1915 wurde an der Stelle der bisherigen drei Bahnhöfe am damaligen Georgiring der Hauptbahnhof und von 1913 bis 1915 am Blücherplatz das Hotel Astoria erbaut. 1945 wurde der Blücherplatz nach dem sozialdemokratischen Gewerkschaftsführer Karl Legien (1861–1920) in Karl-Legien-Platz umbenannt. 1953 wurde daraus der Platz der Republik. Anschließend wurde diese Bezeichnung weiter nach Osten ausgedehnt, bis schließlich der gesamte Bahnhofsvorplatz einbezogen war.
Seit der Einführung der kommunalen Gliederung der Stadt 1992 hat der Platz Anteil an drei Ortsteilen: südlich der Mitte ist Zentrum, nördlich Zentrum-Nord und Zentrum-Ost mit der Grenze zwischen Astoria und Hauptbahnhof. Zum 80. Geburtstag Willy Brandts am 18. Dezember 1993 erfolgte schließlich die Umbenennung in Willy-Brandt-Platz. Der kleine verkehrsfreie Platz zwischen dem westlichen Fußgängerüberweg und der Einmündung der Nikolaistraße in die Richard-Wagner-Straße wird inoffiziell mitunter als Kleiner Willi-Brandt-Platz bezeichnet.

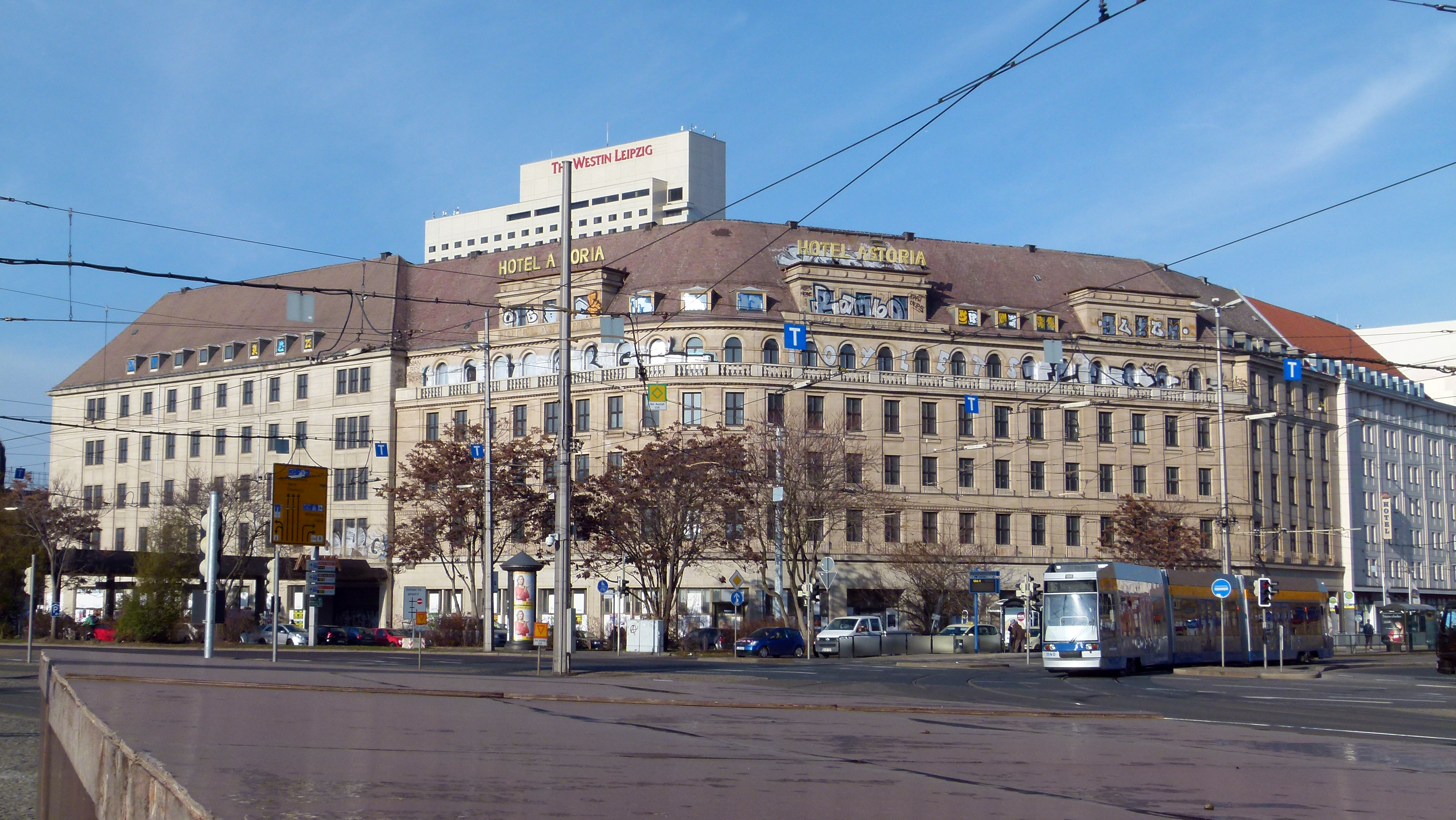
Hotel Astoria (2012)
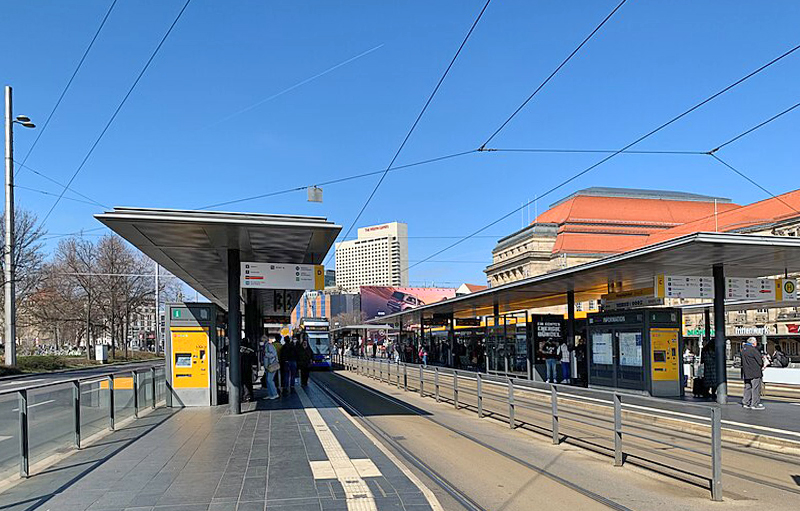
Straßenbahnhaltestelle (2022)
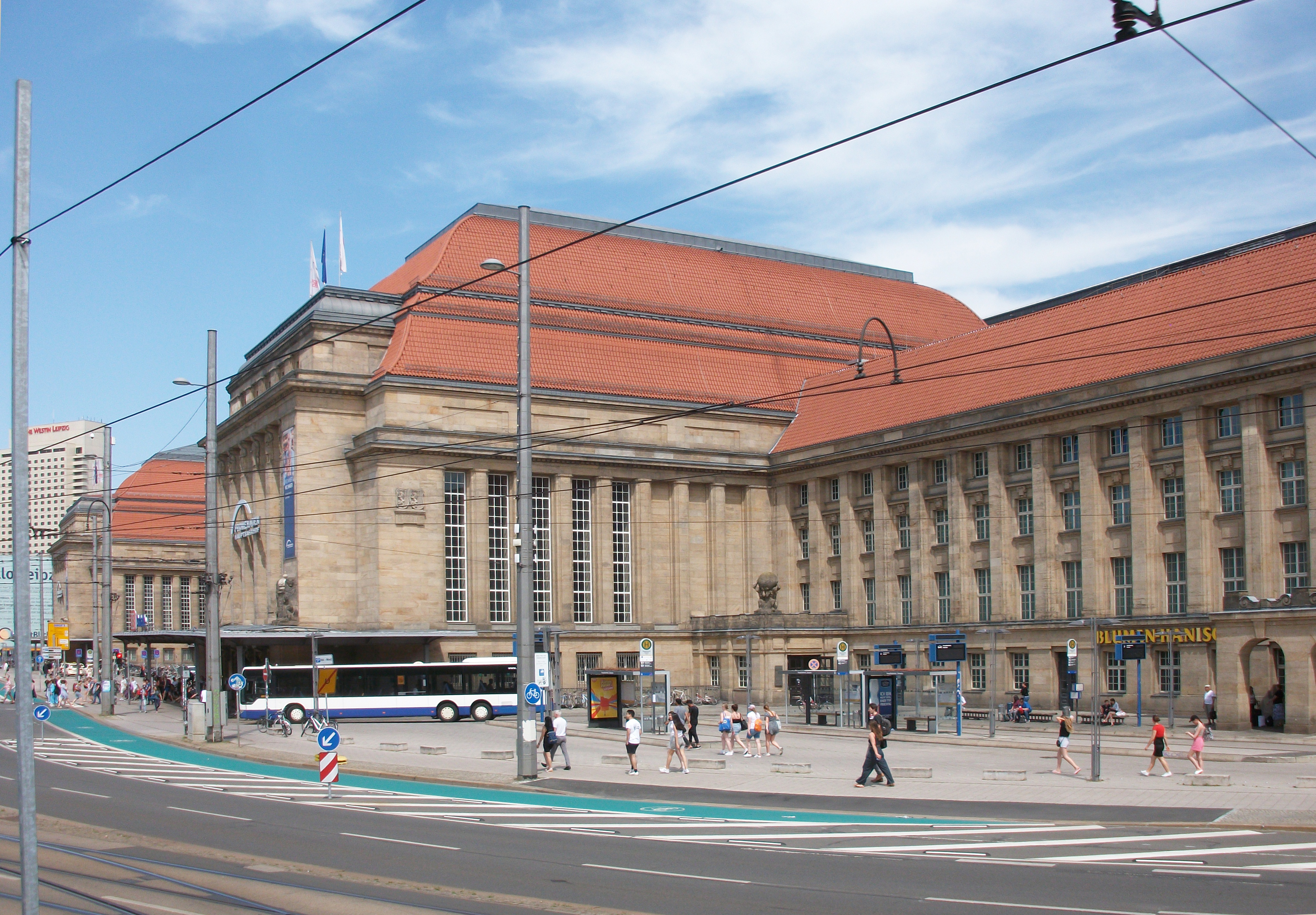
Bahnhofsvorplatz von Osten (2023)
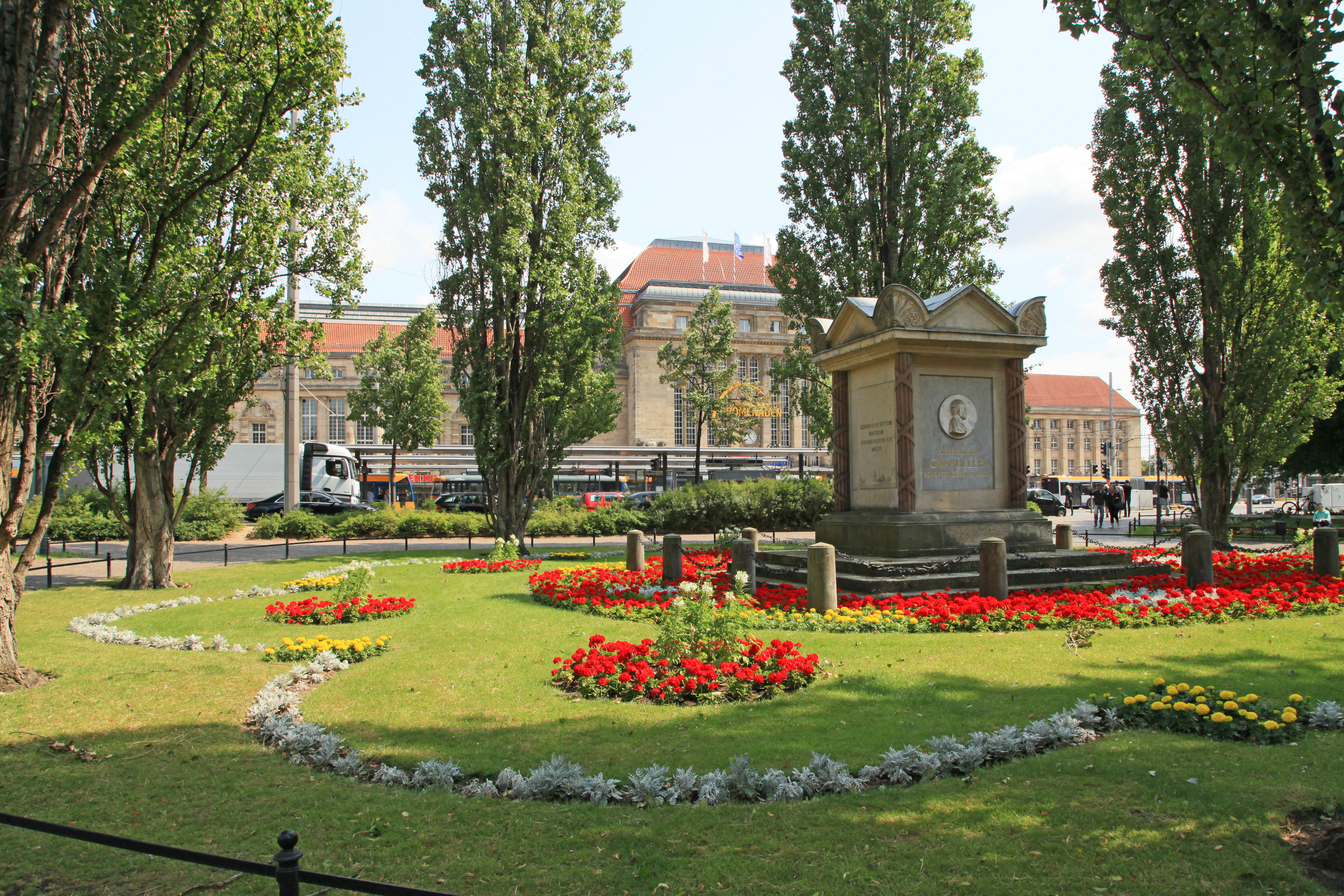
Müllerpark mit Müllerdenkmal (2015)